# Oliver Pettke
Oliver Pettke, né le 30 avril 1975 et connu aussi sous le nom de Oliver Kowalski, est un joueur professionnel de squash représentant l'Allemagne. Il atteint en janvier 2000 la 72e place mondiale sur le circuit international, son meilleur classement. Il est champion d'Allemagne en 2000.

## Biographie
Oliver Pettke a été actif pendant plusieurs années en tant que joueur de squash professionnel et a atteint une finale sur le PSA World Tour sans remporter de titre. Il a atteint son meilleur classement mondial en janvier 2000 (72e place) et est devenu champion d'Allemagne la même année. À partir de 1991, il a d'abord fait partie de l'équipe nationale junior, avant de rejoindre ensuite l'équipe A jusqu'en 2002. En 1997 et 1999, il fait partie de l'équipe allemande lors des championnats du monde et a également participé à plusieurs championnats d'Europe. Il a également représenté l'Allemagne aux Jeux mondiaux de 1997 et à la Coupe du monde WSF de 1999.
De 2003 à 2006, il a dirigé le Sport-Treff à Mülheim an der Ruhr. En janvier 2007, Oliver Pettke est nommé entraîneur national par la Fédération allemande de squash. En tant que tel, il s'occupe aussi bien des équipes juniors que des équipes masculines et féminines.
Oliver Pettke est marié et a un enfant.

## Palmarès

### Titres
- Championnats d'Allemagne : 2000